# ゆうれいは同居人!?
『ゆうれいは同居人!?』（ゆうれいはどうきょにん!?）は、2001年11月22日に株式会社ジャム・クリエーションのアダルトゲームブランド・ainos（アイノス）より発売されたアダルトゲーム。

## 概要
ainosの第3作。J.C.STAFF制作のアニメを導入している点は前作『ぽこぽこ軍将 棚からこぼれたストーリー』と同様だが、アニメの用い方やゲームシステムは前々作『eye's ONLY その輝きは眩しさに満ちて』と同様へ立ち返り、アニメだけに集中できるものとなった。ただし、モザイク処理の範囲も前々作と同様の範囲へ拡大されたため、その中における描写は非常に判別し辛いものとなっている。

## あらすじ
満腹商事のサラリーマン・達也は、仕事は元より派遣社員の蒲田香津美との関係も順調であったが、ある日の終業後に帰宅すると、自室にはあかねと名乗る女子校生の幽霊が居た。あかねの「幽霊の研修期間だけでも良いから同居させて欲しい」との旨に同情する一方で、彼女の可愛く扇情的な容姿に男性の本能を奮わされた達也は、同居を承諾する。しかし、話はそれだけに終わらなかった。あかねに振り回される日々の中、彼女の存在は香津美に知られてしまう。

## 登場人物
達也
主人公。満腹商事の開発部社員。ややお調子者。
あかね
ヒロインの1人。達也の元へ出没した女子校生の幽霊。赤毛のショートカットヘアに、ピンクのリボンを結んだ赤いセーラー服が特徴。元気いっぱいに達也を振り回す。制限付きながら、透明化や実体化が可能。
蒲田 香津美
ヒロインの1人。達也の隣宅に住む派遣社員の女性。鬣の如く豊かな黒いロングヘアに、小麦色の肌と若干タラコ気味の唇、そして抜群のプロポーションを誇る肢体を持つ。達也とは友達以上恋人未満であり、彼に何かと世話を焼く。
美月 まい
ヒロインの1人。満腹商事に入社したての開発部社員の女性。緑のロングヘアの両側を一部だけ赤いリボンでツインテール気味に結わえた髪型と、架空と現実の区別がアヤフヤな天然系性格が特徴。言動は、あかねより幼い。
羽田 冴子
ヒロインの1人。満腹商事の開発部課長。長い金髪に、細いフレームの眼鏡、そして抜群のプロポーションを誇る肢体を持つキャリアウーマン。性具の研究に没頭し始めると寝食を忘れるほどの傾倒ぶりから、社内では良くも悪くも一目置かれている。また、達也を凌駕する性欲を持つ。

## スタッフ
- 企画、脚本 - 遠藤汐
- キャラクターデザイン、原画 - まきまきなると
- アニメーション制作 - J.C.STAFF
- 開発 - ゆい工房
- 制作、販売 - 株式会社ジャム・クリエーション

## 主題歌
空に咲く華
作詞・作曲 - 電気 / 歌 - 華憐